# Ramón Campayo
Ramón Campayo Martínez (Aýna, 22 settembre 1965) è uno scrittore, ipnoterapeuta e mnemotista autodidatta spagnolo.
Autore di diversi testi sull'argomento tradotti in italiano e inglese, possiede numerosi record mondiali di memorizzazione, pur non avendo mai partecipato ad un campionato del tipo mind sport. È considerato il "memorizzatore più rapido della storia". Attuale campione mondiale, detentore di numerosi record, è presente nel Guinness World Record.
Negli ultimi cinque anni ha stabilito oltre 60 record mondiali. È membro dell'organizzazione internazionale MENSA e possiede un Q.I. pari a 194 punti (test MENSA). La sua velocità di lettura è superiore alle 2 500 parole/minuto con picchi di 4 000 parole/minuto, 10 volte superiore a quella di una normale persona (assiomatico il fatto che a queste velocità di lettura, dalle 1 000 wpm in poi la comprensione del testo non sia del 100% bensì del 45-60%).

## Record attuali
I migliori punteggi, riconosciuti attualmente come record mondiali sono i seguenti:
- Numeri interi in 0,5 secondi: 17 cifre (01-07-2008, Lipsia)
- Numeri interi in 1 secondi: 20 cifre (18-12-2010, Albacete)
- Numeri interi in 2 secondi: 24 cifre (03-12-2011, Auckland)
- Numeri interi in 3 secondi: 26 cifre (03-12-2011, Auckland)
- Numeri interi in 4 secondi: 31 cifre (25-09-2011, Roma)
- Numeri binari in 0,5 secondi: 34 cifre (21-06-2009, Dachau)
- Numeri binari in 1 secondi: 48 cifre (18-12-2010, Albacete)
- Numeri binari in 2 secondi: 64 cifre (03-12-2011, Auckland)
- Numeri binari in 3 secondi: 72 cifre (03-12-2011, Auckland)
- Numeri binari in 4 secondi: 96 cifre (18-12-2010, Albacete)

Prove di "mezzo fondo": memorizzazione di 100 numeri decimali in 50,1 secondi (09-09-2006, Buenos Aires)
Prove di "fondo": memorizzazione di 23 200 parole in 72 ore; su 500 domande in ordine sparso ne sbagliò solamente 2 (aveva a disposizione 5 errori).

## Competizioni[6]
Il 28 e 29 aprile del 2007 organizzò nella città di San Javier (Murcia) il primo Campionato Mondiale di memoria rapida. Ramón Campayo arrivò primo seguito dalla moglie Chus García. I primi 8 classificati erano membri della sua "Escuela de Campeones". Al nono posto giunse il famoso matematico e mentalista Yusnier Viera (Campione Mondiale nelle prove di calendario).
Il 24 e il 25 luglio del 2009 partecipò al campionato mondiale di memoria rapida di Monaco di Baviera, confermando la sua imbattibilità. I campionati mondiali rappresentano, attualmente, la competizione più importante di questa disciplina. Si celebrano ogni due anni.
Il 24 e il 25 settembre 2011 ha vinto per la settima volta consecutiva il titolo di Campione del Mondo, al termine del Campionato Mondiale di memoria rapida che si è tenuto a Roma nel Centro Logistico della Guardia di Finanza di Villa Spada.
Il 21 dicembre 2012 si è riconfermato ancora una volta campione al termine del Campionato del Mondo di memoria rapida, tenutosi a Barcellona.